# Литовский националистический союз
Литовский националистический союз (лит. Lietuvių tautininkų sąjunga; LTS), также известные как Националисты (лит. Tautininkai), — правящая политическая партия в Литве в период авторитарного режима президента Антанаса Сметоны с 1926 по 1940 год. Она была создана в 1924 году, но не пользовалась популярностью среди избирателей. К власти Литовский националистический союз пришёл в результате военного переворота в декабре 1926 года. С 1927 по 1939 год в состав Совета министров Литвы входили только его члены. В 1936 году другие партии были официально распущены, и Литовский националистический союз остался единственной легальной партией в стране. В конце 1930-х годов в него активно стали приходить новые члены, привносившие с собой и новые идеи, которые были правыми и более близкими к итальянскому фашизму. Партия была упразднена в результате советской оккупации Литвы в июне 1940 года. В 1990 году была воссоздана партия под тем же названием (с 2017 года она известна как Союз литовских националистов и республиканцев), претендующая на роль преемницы межвоенного Литовского националистического союза.

## История
Партия была создана в ходе конференции в Шяуляе, проходившей с 17 по 19 августа 1924 года, в результате слияния Партии национального прогресса (создана в 1916 году) и Литовской фермерской ассоциации (создана в 1919 году). Партия не пользовалась поддержкой среди населения и на парламентских выборах в мае 1926 года получила в Сейме только 3 места из 85. Однако её лидеры Антанас Сметона и Аугустинас Вольдемарас были популярными и влиятельными общественными деятелями. В идеологическом плане партия была консервативной и националистической, в её доктрине подчёркивалась необходимость создания сильной армии и появления сильного лидера.
В результате военного переворота в декабре 1926 года было свергнуто демократически избранное правительство. Военные предложили Сметоне стать новым президентом Литвы, а Вольдемарасу — новым премьер-министром. Националисты и Литовские христианские демократы сформировали новое правительство. Однако отношения между двумя партиями вскоре обострились, поскольку христианские демократы оценивали переворот как временную меру и стремились провести новые выборы в Сейм. В апреле 1927 года Сметона распустил парламент, а в мае христианские демократы покинули правительство. Новые выборы в Сейм не проводились до 1936 года. Националисты оставались единственной партией, представленной в литовском правительстве до того момента, пока политический кризис, разразившийся после немецкого ультиматума Литве по поводу Клайпедского края не вынудил Литовский националистический союз допустить двух представителей оппозиции в Совет министров.
Вольдемарас основал движение «Железный волк» (лит. Geležinis Vilkas) в качестве военизированного крыла националистов. В сентябре 1929 года Сметона сместил Вольдемараса с поста премьер-министра, заменив его на своего родственника Юозаса Тубялиса. Новые конституции 1928 и 1938 годов установили в стране президентскую диктатуру. Политические противники были подавлены. В ходе подготовки к июньским выборам 1936 года другие политические партии были запрещены, в результате чего Литовский националистический союз остался единственной легальной партией в Литве. В 1930-е годы партия всё более радикализировалась и проявляла симпатии к итальянскому фашизму.
К основным периодическим изданиям, выпускавшимся партией, относятся Lietuvis (1924—1928), Lietuvos aidas (1928—1940), Mūsų kraštas (1930—1933) и Vairas (1914—1940).

## Председатели
Председателями партии были:
- Винцас Креве-Мицкявичюс (19 августа 1924 — 29 июня 1925)
- Антанас Сметона (29 июня 1925 — 26 декабря 1926)
- Людас Норейка (26 декабря 1926 — 4 августа 1927)
- Винцас Матулайтис (4 августа — 1 октября 1927)
- Александрас Жилинскас (5 октября 1927 — 1 февраля 1928)
- Людас Норейка (1 февраля — 30 мая 1928)
- Витаутас Вилейшис (30 мая 1928 — 2 октября 1929)
- Йонас Лапенас (2 октября 1929 — 1 июня 1931)
- Юозас Тубелис (1 июня 1931 — 5 января 1939)
- Владас Миронас (5 января — 2 декабря 1939)
- Домас Цесявичюс (2 декабря 1939 — 19 июня 1940)